# Atilio Fortunaziano

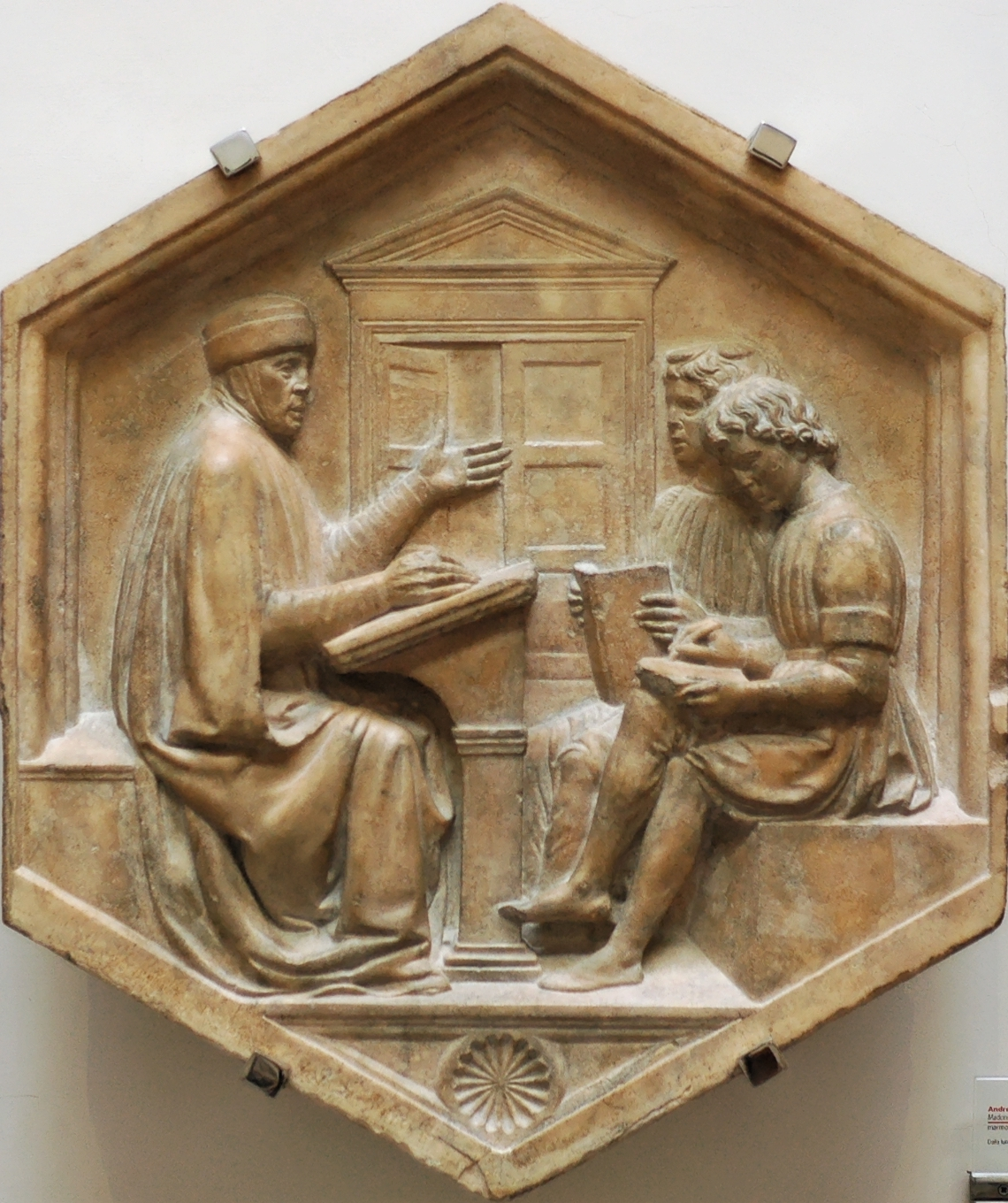
Grammatico e allievo, formella di Luca della Robbia.

Attilio Fortunaziano (in latino Atilius Fortunatianus; metà del IV secolo) è stato un grammatico romano.

## Biografia
Visse tra la seconda metà e la fine del IV secolo, poiché le numerose coincidenze tra Fortunaziano e Servio nel De centum metris, hanno fatto ritenere l’opuscolo di Attilio Fortunaziano fonte di Servio, che scrisse agli inizi del V secolo.
Fortunaziano fu sicuramente titolare di una sua scuola di grammatica e retorica, visto che si rivolge, a partire dal proemio, ad un ex allievo impegnato nel cursus honorum.

## De metris Horatianis
Il manuale di metrica di Attilio Fortunaziano è diviso in tre sezioni: una prima parte consiste in una veloce presentazione delle nozioni di prosodia; nella seconda l'autore definisce e analizza i cosiddetti "metri prototipi", ossia i principali, che sono: dattilo, anapesto, giambo, trocheo, coriambo, antispasto, ionico a maiore, ionico a minore, cui aggiunge il proceleusmatico e il peonio; nella terza elenca i metri formati a partire da quelli principali e fa una rassegna de metris Horatii.